# Kelly Pavlik
Kelly Pavlik est un boxeur américain né le 5 avril 1982 à Youngstown, Ohio.

## Carrière
Il remporte le 19 mai 2007 un important combat face à Edison Miranda qu'il bat par arrêt de l'arbitre à la septième reprise. Ce combat, d'une grande intensité, le place alors comme un sérieux prétendant au titre de champion du monde de la catégorie.
Pavlik devient finalement champion du monde des poids moyens WBC et WBO le 29 septembre 2007 en détrônant son compatriote Jermain Taylor par arrêt de l'arbitre à la 7e reprise. Il remporte aux points le combat revanche organisé le 16 février 2008 puis bat au 3e round Gary Lockett le 7 juin 2008.
Le 18 octobre 2008, il perd un combat sans titre en jeu en mi-lourds contre Bernard Hopkins mais parvient néanmoins à conserver ses ceintures WBC & WBO le 21 février 2009 en contraignant à l'abandon à l'appel de la 9e reprise Marco Antonio Rubio et le 19 décembre en stoppant au 5e round Miguel Angel Espino.
Le 17 avril 2010, Pavlik perd ses titres face à l'argentin Sergio Gabriel Martinez aux points par décision unanime.